# Massey Ferguson
Massey Ferguson е голям британски производител на трактори и друга селскостопанска техника, базиран в град Ковънтри, Англия.
Компанията е създадена след обединяването на фирмите производители на селскостопанска механизация „Мейси Харис“ и „Фергюсън трактър къмпани“ в началото на 1950-те години. Съществува до началото на 1990-те години, когато фалира вследствие от големи финансови затруднения.
Днес името съществува като запазена марка трактори, които се произвеждат от концерна AGCO и се продават по цял свят.